# Cleomenes I van Sparta
Cleomenes I (Grieks: Κλεομένης Α΄) was van 519 v.Chr. tot 487 v.Chr. koning van Sparta, uit de dynastie van de Agiaden. Hij was de halfbroer van Leonidas I, die zou sneuvelen in de Thermopylae.
Cleomenes voerde een avontuurlijke en gewetenloze politiek in Griekenland: zo probeerde hij een wig te drijven tussen Athene en Thebe. Hij viel eerst, overigens zonder succes, de Atheense tiran Hippias aan in 511 v.Chr., en bewerkte daarna diens verbanning. In 506 kwam hij dan weer tussenbeide in het anti-democratische verzet tegen Clisthenes in Athene, eveneens zonder succes. Hij wilde toen de gehele Peloponnesos mobiliseren om Hippias weer aan de macht te krijgen. Ook hierin slaagde hij niet, door de tegenwerking van zijn collega Demaratus uit het huis der Eurypontiden. 
Cleomenes weigerde ook zijn steun aan de Ionische Opstand tegen Perzië. Hij vernietigde in 494 v.Chr. uit pure branie het leger van buurstaat Argos, en wilde de eilandstaat Egina straffen omdat het zich aan de Perzische koning Darius I had onderworpen, maar ook dáárin werd hij door zijn collega Demaratus gedwarsboomd. Gesteund door een vervalste uitspraak van het orakel van Delphi, liet hij Demaratus uit zijn functie ontheffen, maar toen de vervalsing aan het licht kwam moest Cleomenes (in 491) uit Sparta vluchten. Daarna probeerde hij uit wraak de Arcadiërs tot opstand tegen Sparta aan te zetten. 
Toen hij het waagde naar Sparta terug te keren werd hij gearresteerd. Hij overleed in gevangenschap in 487 v.Chr. in onopgehelderde omstandigheden, maar waarschijnlijk door zelfdoding.